# Equinox (banda noruega)
Equinox es una banda noruega de thrash metal fundada en 1987 por Grim Stene (Guitarra y voz), Skule Stene (bajo) y Ragnar Westin (batería), que eran todos exmiembros de Rebellion. En 1988 se unió Tommy Skarning como segundo guitarrista. Para el álbum Labyrinth de 1994, Tommy ya había abandonado la banda y Raggen fue intercambiado por Jørn Wangsholm. La banda se separaría en 1995.
En noviembre de 2017 la banda anunció que estaban haciendo un concierto de regreso en el Tons of Rock Festival de 2018 con los miembros originales de la banda.

## Discografía

### Álbumes de estudio
- 1989: Auf Wiedersehen
- 1990: The Way to Go
- 1992: Xerox Success
- 1995: Labyrinth

### Demos y EPs
- 1988: Demo 1988
- 1988: What the Fuck Is This? (Demo)
- 1990: Skrell (EP)
- 1992: NUH! (EP)